# Сингапур
Република Сингапур е островен град държава в Югоизточна Азия, разположен в южната част на Малайския полуостров. Името Сингапур произхожда от санскрит и се превежда като „Лъвски град“ - съставено е от думите синга, сингха (सिंह siṃha, „лъв“) и пура (पुर pura, „град“). Това наименование местното княжество получава, около 7. – 8. век, а предишното му е Темасек („Морски град“). Според легендата причината е появата на морско чудовище, наподобяващо лъв; „Мерлион“, знакът на града, също води начало си от там.

## География

### Устройство на територията
Сингапур се състои от 63 острова в Сингапурския проток, в това число и едноименният главен остров. Съществуват две връзки с Джохор – изкуственият канал Johor-Singapore Causeway на север и Tuas Second Link на запад. Юронг, Пулау Теконг, Пулау Убин и Сентоса са най-големите от множеството малки острови на Сингапур. Остров Сингапур е с равнинен релеф. Най-високата естествена точка на Сингапур е Букит Тимах (176 m). Има останки от тропични гори и мангрова растителност по крайбрежието.
Първоначално са заселени само земите на юг около река Сингапур. Останалата част от острова е била или покрита от дъждовни гори, или използвана за земеделски цели. През 1960 г. са заселени предимно районите около града. За заселването и благоустройството е отговорна държавната институция Urban Redevelopment Authority. Особено голямо значение се отдава на ефективното разпределение и използване на земята, както и на планирането на инфраструктурата. В плана за развитието си Сингапур е разделен на 55 района (включително и двете водни защитени зони), които от своя страна са групирани в 5 района. Административно Сингапур е разделен на 5 района със собствено управление. Това разпределение е обаче напълно несъвместимо с плановото разделение.
Поради малката си територия печеленето на земя в Сингапур е от жизнена важност. Необходимата за това почва бива набавяна от собствените хълмове, от морското дъно или бива закупена от съседните държави. По този начин територията на страната нараства от 581,5 km² през 1960 г. на 697,2 km² през 2003 г., като се очаква да се увеличи с нови 100 km² до 2030 г. Климатът е влажен - екваториален, като дневната температура почти през цялата година е 28 °C.

### Климат
Градът се намира почти на екватора, затова температурните колебания на климата са минимални. Средната температура през януари е с 1 °C по-ниска от средната температура за юни (съответно най-студения и най-горещия месец). Климатът е екваториално-мусонен. Валежи падат доста често, като количеството им е от 170 до 250 mm на месец, 2400 mm годишно. Най-ниската измерена температура в града е 19,4 °C, най-високата е 36 °C. Средният годишен минимум е 25 °C, а средният годишен максимум е 31 °C. Отклонения от тези температури са възможни, макар че относително рядко е крайно горещо, а температурите никога не падат под 20 °C.
| Климатични данни за Сингапур                   | Климатични данни за Сингапур | Климатични данни за Сингапур | Климатични данни за Сингапур | Климатични данни за Сингапур | Климатични данни за Сингапур | Климатични данни за Сингапур | Климатични данни за Сингапур | Климатични данни за Сингапур | Климатични данни за Сингапур | Климатични данни за Сингапур | Климатични данни за Сингапур | Климатични данни за Сингапур | Климатични данни за Сингапур |
| Месеци                                         | яну.                         | фев.                         | март                         | апр.                         | май                          | юни                          | юли                          | авг.                         | сеп.                         | окт.                         | ное.                         | дек.                         | Годишно                      |
| Абсолютни максимални температури (°C)          | 33,5                         | 35,2                         | 36,1                         | 35,1                         | 36,1                         | 34,3                         | 33,9                         | 34,0                         | 34,6                         | 34,6                         | 34,1                         | 33,9                         | 36,1                         |
| Средни максимални температури (°C)             | 29,9                         | 31,0                         | 31,4                         | 31,7                         | 31,7                         | 31,5                         | 31,0                         | 31,1                         | 31,1                         | 31,4                         | 30,8                         | 30,0                         | 31,1                         |
| Средни температури (°C)                        | 26,5                         | 27,1                         | 27,6                         | 28,0                         | 28,3                         | 28,3                         | 27,9                         | 27,9                         | 27,8                         | 27,7                         | 27,0                         | 26,5                         | 27,6                         |
| Средни минимални температури (°C)              | 24,3                         | 24,7                         | 25,0                         | 25,4                         | 25,8                         | 25,7                         | 25,2                         | 25,2                         | 24,9                         | 24,8                         | 24,4                         | 24,1                         | 25,0                         |
| Абсолютни минимални температури (°C)           | 21,6                         | 21,0                         | 20,2                         | 21,4                         | 21,8                         | 21,5                         | 20,5                         | 21,1                         | 21,2                         | 21,0                         | 20,0                         | 20,5                         | 20,0                         |
| Температура на водата                          | 26                           | 27                           | 29                           | 30                           | 31                           | 31                           | 30                           | 30                           | 30                           | 30                           | 28                           | 27                           | 29                           |
| ---------------------------------------------- | ---------------------------- | ---------------------------- | ---------------------------- | ---------------------------- | ---------------------------- | ---------------------------- | ---------------------------- | ---------------------------- | ---------------------------- | ---------------------------- | ---------------------------- | ---------------------------- | ---------------------------- |
| Източник: Погода и климат, Туристически портал |                              |                              |                              |                              |                              |                              |                              |                              |                              |                              |                              |                              |                              |

## История
Първите известни записки за Сингапур са в китайски текстове, датиращи от 3. век. По това време Сингапур е външната граница на царство Шривиджая, разположено на Суматра. Носейки в самото начало яванското име Темасек, селището се развива до голям търговски град, но не след дълго отново губи значимостта си. Това е и една от причините, поради които освен няколко археологически открития почти нищо не е запазено от онова време. Между 16. и 19. век Сингапур е част от Джахорското султанство. По време на малайско-португалските войни е окупиран от португалската войска. Сингапур временно е под контрол на португалците през 16. и на нидерландците през 17. век, но през по-голямата част от времето е населяван от рибари и служи като убежище за пирати.
През 1819 г. сър Томас Стамфорд Рафълс, представител на Британската източноиндийска компания, слиза на острова и основава там представителство на компанията. През 1824 г., компанията изкупува целия остров от тогавашния управник на острова султан Хюсеин Шах за 60 000 долара и годишна такса от 20 000 долара. На 1 април 1867 г. Сингапур е обявен за британска колония. Благодарение на доброто географско разположение следва период на разцвет, като през 1881 г. населението наброява 172 993 души.
По време на Втората световна война японците нападат острова и въпреки численото превъзходство на британците успяват да ги принудят да капитулират през 1942 г. Японците контролират острова до окончателната си капитулация през 1945 г., като през това време той носи името Шоонан-тоо (昭南島 Shōnan-tō, „Южната светлина“). През 1945 г. Сингапур е върнат на британците, а през 1959 г. е обявен за кралска колония със самостоятелно управление. ПАП (People's Action Party – PAP) печели проведените през 1959 г. избори и така Ли Куан Ю става първият министър-председател на Сингапур. След референдума от 1962 г. Сингапур става част от Малайската федерация заедно с Малая, Сабах и Саравак. През 1963 г. получава независимост от Великобритания.
През есента на 1964 г. се стига до масови безредици между китайското и некитайското население. След голям идеологичски сблъсък между ПАП и федералното управление в Куала Лумпур, а също така поради страха от малайзийска страна, че безредиците може да се разпространят отвъд границите на Сингапур, той е изключен на 7 август 1965 г. от съюза. Два дни по-късно на 9 август 1965 г. Малайзия първа признава суверенитета на Сингапур. Оттогава тази дата е национален празник.
Младата република, бореща се за своята икономическа независимост, се сблъсква с редица проблеми, като масова безработица, недостиг на жизнено пространство, обработваема земя и суровини. Под ръководството на Ли Куан Ю от 1959 до 1990 г. държавата успява да се пребори с тези проблеми и само за едно поколение прави скок от развиваща се към промишлена държава.

## Държавно устройство
Сингапур е парламентарна Република по Уестминстерската система (подобна на тази във Великобритания). Начело на държавата стои президент, който има право на вето в някои ключови области и назначава главния съдия. Теоретично избори за президент би трябвало да се провеждат на всеки 6 години, но в случай че изборната комисия одобри само един кандидат (както се случва от 1999 г. до 2006 г.), изборите отпадат. Законодателният орган е парламентът, а изпълнителният се образува от кабинета, под ръководството на министър-председател.
От обявяването на независимост през 1965 г. политиката на Сингапур е доминирана от ПАП – една от причините, поради които Сингапур е определян като еднопартийна държава, а ПАП е обвинявана в неправомерни действия срещу опозицията. Един от факторите, благоприятстващи доминантната позиция на ПАП е строгата форма на парламентарни избори, при която само кандидатът с най-висок брой гласове попада в парламента, а всички останали гласове отпадат (тази система на избори е известна като the winner takes all – „победителят взема всичко“). Също така критиците твърдят, че съдебната система също е подчинена на партията и че тя заема страната на управляващите дори когато опозицията очевидно има право. Не на последно място са и големите ограничения в обществения и личен живот. Като пример за това е лицензът, който се изисква, когато повече от трима души публично дискутират въпроси, засягащи политиката, религията или вътрешните работи на държавата. Това са част от причините, поради които управлението в Сингапур е определяно като по-скоро авторитарно отколкото демократично, от гледна точка на западните разбирания.
Въпреки всичко, Сингапур има прозрачна и преуспяваща пазарна икономика. ПАП води социална политика с доминиращо участие на държавни фирми на местния пазар. Повечето западни ценности биват отхвърляни, като причина за това предишният премиер Ли Куан Ю посочва несъвместимостта на западната демокрация и „азиатските ценности“. по-късно управляващата партия разхлабва част от стриктните ограничения с цел подпомагане на икономиката. Конфуцианската ориентация, строгите закони и контрол, ниската корупция и прозрачността в икономиката раждат едно благоденстващо общество, което има една от най-ниските нива на престъпност в света.

## Население
Сингапур е една от най-гъсто населените страни в света (6489 д/km²). Населението е много разнородно етнически – китайци (77%), малайци (14%), индийци (7%). Останалите 2% са европейци, японци и други народности.
Национален език по исторически причини е малайският, на който се пее и националният химн „Напред, Сингапур“. Официалните езици са английски, мандарин, малайски и тамилски. От момента на обявяване на независимост в администрацията активно се използва английски език. Провежда се мащабната кампания „Говори мандарин“ за обединяване на всички диалекти на китайския език. Много реклами, вестници и публикации се отпечатват само на английски и китайски.
Исторически, китайските имигранти са разделени на няколко групи и използват няколко диалекта – толкова различни, че е практически невъзможно да се разбират помежду си: това са хокиен (на китайски: 福建話 – фудзянски или южномински), юе или кантонски (на китайски: 粤语), хокчу (на китайски: 福州話 – фуджоуски), чаошански (на китайски: 潮州话), хака (на китайски: 客家话) и хайнански (на китайски: 海南話).
Изучаваният в училищата английски език е придобил и улична форма – така наречения „синглиш“ (на английски: Singlish), към която може да се добави и смесеният малайско-английски език „манглиш“ (на английски: Manglish). Въпреки това сингапурската литература и официалните учреждения използват нормативния английски език.

## Икономика

### Показатели и развитие
Сингапур е най-развитата икономически страна в Югоизточна Азия, с процъфтяваща индустрия – корабостроене, електроника, електротехника, мощна нефтохимическа промишленост. Той е причислен към източноазиатските тигри поради бързия скок на икономиката си до нивото на развитите страни. В страната са развити производството на електроника (както на много известни европейски, щатски и японски компании, така и на сингапурски – Flextronics), корабостроенето и сектора на финансовите услуги. Един от най-големите производители на CD дискове в световен мащаб. В страната се провеждат задълбочени изследвания в областта на биотехнологиите. Сингапурският холдинг Raffles притежава международната верига хотели Swissotel.
Обработваемите земи са около 20% от площта (660 km2). Отглеждат се култури като кокосова палма, каучуково дърво, тютюн, ананаси, екзотични цветя и др. Сингапур е световен износител на орхидеи, които са обявени за национален символ. Силно развит е риболовът и добивът на морски продукти.
Сингапур е високоразвита страна с търговска икономика и ниски данъци, в която важна роля играят международните корпорации. Брутният национален продукт на човек от населението е един от най-високите в света (през 2008 г. – 38 972,1 щатски долара). В Глобалният индекс за конкурентоспособност на Световния икономически форум, икономиката на Сингапур заема 3-то място през 2009 г. (през 2008 г. – 5-о място от 134 страни, през 2007 г. – 7-о място от 131 страни, през 2006 г. – 5-о място).
Преимущества на Сингапур са благоприятният инвестиционен климат, конкурентната среда, челните места в класациите за икономически свободи, високообразованото и дисциплинирано население и високия му жизнен стандарт. Сред слабите страни са зависимостта от доставките на вода от Малайзия и вносът на почти всичките суровини и енергия. Има дефицит на специалисти и търговски площи. Кризата на световния пазар на електроника довежда да рецесия през 2001 г.
Икономиката е силно зависима от износа, особено в областта на битовата електроника, информационните технологии, фармацевтиката. Сингапур е най-голямата търговска сила в региона. Обемът на външната търговия за 2008 г. е около 455,3 млрд. щатски долара. Сингапур е и финансовият център на Югоизточна Азия.
Износът е 235,8 млрд. щ.д., като включва продукция на електронната и електротехническата промишленост, потребителски продукти, продукти от преработката на естествен каучук, петролни продукти. Насочен е главно към Малайзия (12,9%), Хонконг (10,5%), Индонезия (9,8%), Китай (9,7%), САЩ (8,9%), Япония (4,8%) и Тайланд (4,1%) (2007 г.).
Вносът е 219,5 млрд. щ, д.: машини и оборудване, горива, химически товари, суровини. Главните вносители са Малайзия (13,1%), САЩ (12,5%), Китай (12,1%), Япония (8,2%), Тайван (5,9%), Индонезия (5,6%) и Южна Корея (4,9%) (2007 г.).
През 2001 г. Сингапур започва да изпитва икономически трудности във връзка със световната криза в областта на технологиите. През 2005 г. икономиката на страната отново тръгва нагоре. Безработицата през 2008 г. е 2,2% (през 2005 г. – 3,3%). Реалният ръст на БВП за периода между 2004 и 2007 г. средно е 7%, но се понижава до 1,2% през 2008 г. в резултат на глобалната финансова криза. Инфлацията е 2,3% (2008 г.). Предполага се, че до 2015 г., размерът на активите на страната, поставени под управлението на държавата, ще надмине този на Швейцария.

### Транспорт
Големи части от Сингапур са свързани помежду си с автомобилни пътища, в това число островите Сентоса и Джуронг. Друга важна система е железопътният транспорт, включващ лекорелсова система и метрополитен. Сингапур е свързан с Малайзия с два моста, важна роля във връзките с останалия свят заема летището „Чанги“.

#### Морски транспорт
Контейнерното пристанище на Сингапур е най-голямото в света по брой обработени контейнери за 2005, 2006 и 2007 г. 

#### Автомобилни пътища
Строителството, поддръжката и планирането на скоростните автомагистрали се осъществява от Land Transport Authority (LTA). Това се отнася и за скоростните автомагистрали, които са важни транспортни артерии, свързващи основните райони на града. Общата дължина на скоростните автомагистрали е 150 km, а на цялата пътна мрежа – 3262 km. Движението е от лявата страна. Скоростните автопътища позволяват на автомобилите бързо да преминават от един район в друг. Обикновено пътищата имат 3 или 4 ленти във всяка посока, на някои места – 2 или 5 ленти. По данни от 2008 г. в страната има 9 скоростни автомагистрали, най-новата от които е Kallang-Paya Lebar Expressway, чието строителство завършва през септември 2008 г. През същата година започва строителството на Marina Coastal Expressway. Мрежата на скоростните автомагистрали (Expressways) включва:
- Ayer Rajah Expressway (AYE)
- Bukit Timah Expressway (BKE)
- Central Expressway (CTE)
- East Coast Parkway (ECP)
- Kallang-Paya Lebar Expressway (KPE)
- Kranji Expressway (KJE)
- Pan Island Expressway (PIE)
- Seletar Expressway (SLE)
- Tampines Expressway (TPE)
- Marina Coastal Expressway (MCE) (в процес на строителтсво)
- North-South Expressway (планирана)

#### Обществен транспорт
Общественият транспорт на Сингапур включва железопътен транспорт, автобуси и таксита и играе важна роля за сингапурците при ежедневното им пътуване. Съгласно доклад от 2000 г., около 52,4% от гражданите на страната (изключвайки чужденците) отиват на работа с обществения транспорт; 41,5% от учащите се го ползват за пътувяне до училищата. Тези показатели леко са намалели в сравнение с 1990 г., когато съответно са били 55% и 46,3%. Правителството на страната всячески поощрява използването на обществения транспорт. Автобусните връзки в Сингапур се осигуряват от две основни транспортни компании: SBS Transit и SMRT Corporation.

#### Железопътен транспорт
Системата на Сингапурския метрополитен включва 79 станции (една – неработеща) и 129,7 km пътища; има европейско отстояние между релсите. Съществуват общо 4 линии:
- North South Line – 44 km, 25 станции
- East West Line – 49,2 km, 32 станции
- North East Line – 20 km, 16 станции (една – неработеща)
- Circle Line – 16,5 km, 16 станции

Лекият релсов транспорт се състои от следните системи:
- Bukit Panjang LRT Line: 7,8 km (открита през 1998 г.)
- Sengkang LRT Line: 10,7 km (2003 г.)
- Punggol LRT Line: 10,3 km (2005 г.)

Монорелсовият път Sentosa Express (2,1 km) е построен от Hitachi Asia Ltd и е открит на 15 януари 2007 г. Той съединява остров Сентоса с главните острови.

#### Авиотранспорт
Летището „Чанги“ е едно от най-големите в региона и включва 4 терминала. То е важен транспортен център за превоз както на пътници, така и на товари. Международното летище е разположено на крайната източна точка на острова; осъществява полети до 185 градове по света, разположени в 58 различни държави.. Летището „Селетар“ е първото гражданско летище в Сингапур – то е построено през 1928 г. и се намира в североизточната част на острова.

## Култура

### Мултикултурализъм
Коренното малайско население на Сингапур е много малък процент, а по-голямата част е китайски, индийски или арабски имигранти. Като носители на самобитна култура понякога се открояват и евразийските сингапурци и перанаканите (потомци на китайски имигранти и малайки).
Благополучното национално положение води до разпространението на различни култури и за кратко време е възникнала култура, присъща само за Сингапур.
В Сингапур има редица етнически квартали, като „Малката Индия“ и „Китайския квартал“. Районите са се появили в резултат на плана на Рафълс за адаптация на новите имигранти чрез национални гета. В днешно време тези райони са загубили своето значение, но остават културни центрове, в които се продават национални стоки и работят ресторанти с национална кухня.
Правителството следи за спазването на принципа на толерантност, включително свободата на вероизповедание. В Сингапур има няколко индустки, будистки и даоистки храма, както и джамии и християнски църкви. Има и неортодоксални религиозни групи.
Космополитната ориентация на сингапурската култура води до разнообразие в литературата, изкуството, музиката и театъра. През 2003 г. в Сингапур е построен и открит новият театър „Еспланада“ (напомнящ по форма на местния плод дуриан) с голям брой места, където се провеждат пиеси и представления. Градът е украсен с много скулптури, включително „Нютон“ на Салвадор Дали.

### Здравеопазване
Сингапур има ефективна система за здравеопазване, въпреки доста ниските бюджетни разходи в сравнение с развитите страни. Световната здравна организация поставя Сингапур на шесто място в света в своя доклад. Като цяло, Сингапур има най-ниската детска смъртност в света през последните двадесет години. Средната продължителност на живота в Сингапур е 79 години за мъжете и 83 за жените, като по този показател страната се нарежда на 15-о място в световната класация. Почти цялото население има достъп до водоснабдяване и канализация. Всяка година от СПИН в страната умират по-малко от 10 души на 100 000. Има високо ниво на имунизация. Показателят за затлъстяване в зряла възраст е по-малко от 10%.
Системата на здравеопазването се основава на трите принципа „M“:
- „Медифунд“ (на английски: Medifund) – осигурява защита за тези, които не могат да си позволят медицинско обслужване;
- „Медисейв“ (на английски: Medisave) – задължителна спестовна медицинска схема, която обхваща около 85% от населението;
- „Медишийлд“ (на английски: Medishield) – здравна осигурителна схема, финансирана от държавата.[6]

Обществените болници в Сингапур разполагат с автономност по отношение на вземането на управленски решения и се конкурират за пациенти. За лицата с ниски доходи има схема за субсидиране. През 2008 г. системата на здравеопазването е финансирана на 31,9%, което представлява приблизително 3,5% от БВП на Сингапур.

### Образование
Сингапур има държавна система на образование, една от най-добрите в света. За основен език на обучение е приет английският, с цел да се затвърдят връзките в многонационалната държава и тя да се впише в глобалния свят. В страната има 6 висши учебни заведения, в това число държавният Национален университет на Сингапур.

### Спорт
От 1948 г. Сингапур участва в летните Олимпийски игри.
От 2008 г. в Сингапур се провежда нощен етап от Формула 1. Гран при на Сингапур за 2008 г. е първото в историята на Формула 1 нощно състезание.
През 2010 г. в Сингапур се провеждат първите Юношески летни олимпийски игри.

## Забележителности
Крайбрежната „Кларк Кий“ е кръстена на сър Андрю Кларк, втория губернатор на Сингапур. По кейовете има складове от 19. век, принадлежащи предимно на китайци. В началото на 1990-те години тази зона привлича вниманието при градоустройствените планове и се превръща в компактен комплекс от магазини, заведения, плаващи ресторанти и занаятчийски магазини. От нея се организират екскурзии по реката с лодки.
В сингапурската зоологическа градина животните се отглеждат при естествени условия. Резерватът „Букит Тима“ е друга забележителност, простираща се на 70 хектара девствена тропическа гора. Паркът за птици „Джуронг“ е на площ от 20 хектара, с множество тропически птици. Туристическият остров Сентос има голф игрища и други забавления. Забележителен е и паркът Градините на залива
Сингапур е един от най-големите международни центрове за отглеждане на декоративни риби за износ. Най-важният и доминиращ вид в износа на декоративни риби е Poecilia reticulata, други важни видове са Pterophyllum scalare, Poecilia latipinna, Poecilia sphenops, Xiphophorus helleri, Xiphophorus maculatus, барбус, представители на семействата харациди и трихогастер.
Според легендата първият, стъпил тук, е принц от Суматра, който среща същество с глава на лъв и опашка на риба. Основаното селище приема името „Лъвски град“, а на митичното животно е издигнат храм. Жителите на Сингапур, зачитайки традицията, го наричат „Градът на лъва и храма“.
|                          |             |                 |
| Крайбрежната „Кларк Кий“ | „Кларк Кий“ | Ривърсайд Пойнт |